# Giovanni Pagani (militare)
Giovanni Pagani (Pignone, 27 luglio 1920 – 3 febbraio 1945) è stato un militare italiano, insignito della medaglia d'oro al valor militare. Nel 2018 gli viene riconosciuta la medaglia d'oro al valor militare alla memoria.